# Sant'Ubaldo libera gli ossessi e Martino V approva la riforma fregionaria
Sant'Ubaldo libera gli ossessi e Martino V approva la riforma fregionaria sono due dipinti di Giovanni Marracci conservati nel presbiterio della chiesa di Santa Maria a Maggiano, frazione di Lucca.

## Descrizione
Nella tela prima si raffigura il vescovo Sant'Ubaldo, che domina la scena della liberazione degli ossessi ed esorcizza gli indemoniati presenti nella scena. L'altro dipinto riguarda papa Martino V, seduto al centro della scena, attorniato dai canonici inginocchiati che, in base al loro atteggiamento di attesa e supplica, sottolineano l'importanza del momento. La prima citazione di queste due tele venne fatta da Nicolao Cerù e in seguito da Oreste Marracci. Secondo lo studioso Roberto Contini questi due dipinti sono da definire “tra i due capolavori del cortonismo in stretta osservanza in Toscana”. I brani figurativi che compongono le scene sembrano desunti dal Berrettini e anche dal salone di Palazzo Barberini o dagli affreschi di Palazzo Pitti, anche se in realtà si nota come G. Marracci si sia reso indipendente rispetto a Pietro da Cortona, da cui comunque rimane costante la scelta delle tipologie del personaggio.